# Саккаджи, Чезаре
Чезаре Саккаджи (итал. Cesare Saccaggi; 7 февраля 1868, Тортона — 3 января 1934, там же) — итальянский живописец, близкий символизму. Входил в так называемую «группу Тортона». К этой группе относят также Джузеппе Пеллиццу да Вольпедо, Анджело Барабино, Джиджи Куньоло и Пьетро Доссола.

## Биография
Из бедной семьи. Сын портного Доменико Саккаджи и его жены Сантины из небольшого города Тортона на север-западе Италии (регион Пьемонт). Рано проявил свой художественный талант, благодаря чему получил стипендию в 500 лир от муниципалитета Тортоны для обучения в Академии Альбертина в Турине. В академии Саккаджи учился у Джакомо Гроссо и других маститых живописцев, и в 1890 году успешно окончил её, зарекомендовав себя хорошим учеником. После этого отправился из Турина в Рим, чтобы, по давней традиции европейских живописцев, усовершенствовать там свои способности. В Риме вошёл в окружение Д’Аннунцио, кумира итальянских интеллектуалов своего поколения. Помимо Д’Аннунцио, влияние на Саккаджи оказали живопись прерафаэлитов и увлечение историей Италии, особенно её античным прошлым, которое каждое новое поколение живописцев трактовало в собственном ключе.
В этот период Саккаджи уже заявил о себе работами на исторический сюжет, однако помимо этого создавал также портреты и жанровые сцены. Он также создал большую фреску в церкви Сан-Джоаккино (Турин), которая позднее пострадала при бомбардировке города союзниками 13 июля 1943 года, но в дальнейшем была восстановлена. Он выставлял свои картины в Милане и на Венецианской биеннале (проводится с 1895 года), а в 1900 году получил бронзовую медаль на Всемирной выставке в Париже за пастель «Alma Natura Ave». Ободрённый успехом, художник несколько лет прожил в Париже, три раза выставлял свои картины на Парижском салоне, активно создавал графические работы и был близок к стилю ар-нуво (модерн).
После этого художник вернулся в родную Тортону. К началу Первой мировой войны он сперва отнёсся безразлично, но затем создал несколько проникновенных картин о войне. В 1920-х годах художник снова отправился в путешествие, на этот раз — со своим учеником Антонио Энрико (1906—1970), с которыми они объехали всю Италию и большую часть Европы.
Чезаре Саккаджи скончался в Тортоне 3 января 1934 года и был похоронен там же на городском кладбище. Жители города Тортона, гордившиеся своим выдающимся земляком, приняли решение назвать его именем улицу.
Как художник Саккаджи работал на стыке реализма и символизма. Его картины отличает возвышенность, красочность, тщательная проработка образов, вдумчивый интерес к прошлому, в том числе к языческому Риму и Древнему Востоку. Наряду с такими своими современниками, как Аристид Сарторио, Саккаджи создал особый, возвышенный и впечатляющий стиль искусства, который, однако, в современной Италии нередко вызывает ассоциации с эпохой Муссолини.
Персональные выставки, посвящённые творчеству Саккаджи, состоялись в Тортоне в 2000 и 2008—2009 годах. По случаю первой выставки была выпущена монография о жизни и творчестве художника, по случаю второй выставки о художнике был снят короткометражный документальный фильм.

## Галерея
- Царица Семирамида
- Ледяная королева[Комм 1].
- Пастух в Аркадии
- Данте и Беатриче
- Да здравствует природа!
- Портрет маркиза Фраскароли Кальвино, 1914 год

## Комментарии
1. ↑  Вершина горы представлена этой роскошно одетой человеческой фигурой с эдельвейсом в руке, за которую молодой человек, одетый в лохмотья и измученный в последних усилиях, пытается зацепиться. Эта сцена иллюстрирует типичную концепцию немецкой философии девятнадцатого века, концепцию «усилия», символизируя стремление человека постоянно преодолевать себя и ставить себе все более высокие и трудные цели; но затем, когда эти цели наконец однажды достигнуты — возможно, с немалыми жертвами — столкнуться с чем-то неожиданным, непредвиденным ранее, на картине представленным амбивалентным аспектом этой фигуры, которая, если смотреть снизу, кажется женщиной, а если смотреть на лицо, то мужчиной, вызывая недоумение зрителя.